# Delligsen
Delligsen  es un municipio del Landkreis (Distrito) de Holzminden en la Baja Sajonia (Alemania). Delligsen es miembro de Leinebergland, una iniciativa de la Unión Europea conocida como LEADER (Liaison entre actions de développement de l'économie rurale)  que se aplica a varias ciudades y municipios en el sur de Baja Sajonia. 

## Geografía

### Municipios vecinos
La ciudad de Delligsen está bordeada, a partir del sureste siguiendo las agujas del reloj,  por la ciudad de Einbeck (Distrito de Northeim), las zonas libres de Wenz Grünenplan (Holzminden), la ciudad de Coppengrave (Samtgemeinde Duingen), la ciudad de Alfeld, y la ciudad de Freden, todos del Distrito de Hildesheim.

### Comunidad
Consta de seis pedanías (Ortsteile):
- Ammensen
- Delligsen
- Grünenplan
- Hohenbüchen
- Kaierde
- Varrigsen

#### Grünenplan
Hoy balneario de Luftkurort está situado a unos 300 m sobre el nivel del mar, en medio de las montañas Hils, entre Weser-  y Leinebergland. El punto más alto de Hils está a 480 m, es la alta Bloße Zelle.

#### Historia
Fue el duque Carl I de Brunswick (1735-1780) quien en el transcurso de su persecución mercantilistica de la política demográfica y económica, cuando en 1744 estableció el "Plan Zum Grünen", nombre de un parque forestal local del mismo nombre. Desde que surgió el plan de trabajo de los Verdes alemanes, Spiegelglas AG., hoy Schott AG, es la más antigua fábrica de producción de vidrio de la industria en Baja Sajonia. 
Bajo su liderazgo entre 1752 y 1753 fue también desarrollado el arte de Spiegelgusses. 
Entre 1774 y 1776 cayó en una crisis económica, que casi detuvo la producción por la competencia con Amelith en Bodenfelde. 
La empresa de vidrio Deutsche Spiegelglas AG empleaba en 1965 a más de 1.500 empleados en la fábrica, mientras que el municipio tenía 3.200 habitantes. 

#### Hohenbüchen
Se encuentra entre el Hils y Reuberg. Tiene aproximadamente 600 residentes. El nombre del pueblo proviene de "hohen Buchen" (altas Hayas), que existían en la parte superior de la aldea. Más tarde en la Edad Media el nombre de Hohenbuchen derivó en Hohenbüchen. Hacia el 1500 existió un castillo del que hoy sólo existen restos bajo tierra.

#### Kaierde
Kaierde está situado en Baja Sajonia en la montaña Hils, tiene unos 1000 habitantes y está rodeado de bosques.

## Historia
Desde el año 850 "Disaldishusen" figura en los archivos de la abadía de Corvey en los que se hace mención a bienes adquiridos en Kaierde y Gerzen Güterbesitz. 
En el año 1007, se realizan asentamientos en Eringaburg al sur de Delligsen, siendo Bernward von Hildesheim obispo de Delligsen de la diócesis de Hildesheim.
Como "Señores de Delligsen" en 1140 aparece la abadía de Corvey. En 1355 fue del dominio de la Edelherren de Homburg (Stadtoldendorf) y a partir del 1409 de Welfen. 
En 1691 se inició la industrialización del lugar por la construcción de una papelera y a partir del 1735 se creó Carlshütte, para utilizar la energía hidroeléctrica del río Wispe y la madera de Hils en la fundición del mineral de hierro. El 24 de mayo de 1736, se funda la Friedrich-Carls-Hütte zu Delligsen como fábrica de fundición de hierro y productos metalúrgicos.
La compañía cambia varias veces de nombre y de dueños, en 1871 y 1896, en febrero de 1901 se produce su quiebra debido a las inundaciones.
En 1917 resurge como fábrica de máquinas y vehículos, en 1938 como fundición de hierro, en agosto de 1944 tiene 1.200 empleados. A partir de abril de 1955, se lleva a cabo una reorganización social y se reduce la producción. En 1984 como FCH-Friedrich-Carl-Hütte GmbH Stahlgiesserei se dedica a la fundición de acero con 700 empleados.
En diciembre de 1996 Delligsen contaba con 9.375 habitantes.
El 1 de noviembre de 2008 se produce un incendio en la empresa Chemex GmbH en Maschstraße, una empresa proveedora de la industria de Delligsen y filial de Hüttenes-Albertus. El edificio fue destruido por las llamas y el arroyo cercano Wisp fue contaminado por el agua utilizada en la extinción del incendio.

## Política

### Alcaldes de la ciudad Delligsen
- Desde 2001 Hans-Dieter Krösche (SPD)
- 1996-2001 Erwin Mittendorf (SPD) de Delligsen
- 1983 Günter Otte

### Jefe de municipio hasta el 2003
- 1991-2003 Wolfgang Becker
- hasta 1991 Hermann Apel

### Elecciones Municipales 2006-2011
- SPD 10 escaños
- CDU 6 escaños
- Unabhängige Wählergemeinschaft (UWG) 4 escaños
- WG Bürgerlich und Sozial Delligsen 1 escaño
- No inscritos (Waltraut Panitz) 1 escaño

El expresidente del SPD Ortsverein Delligsen Susanne Lorberg dimitió en agosto de 2007 del SPD y desde entonces es miembro del Grupo de la CDU.

### Escudos

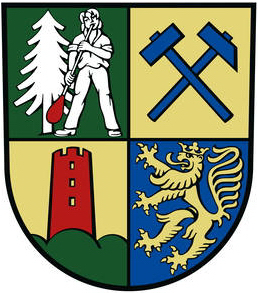
Escudo de armas de Delligsen
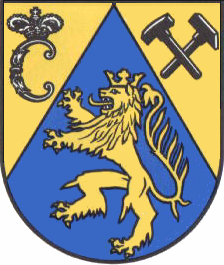
Escudo Teilort Delligsen

Motivo 1 (superior izquierda): Abeto blanco en alusión al bosque de pinos que rodean Grünenplan y derivados del turismo. El soplador de vidrio de color plateado se muestra en el contexto de la producción de vidrio en el Plan Verde de Hils. 
Motivo 2 (superior derecha): Los martillos azules en cruz en fondo de oro es el escudo de armas del antiguo municipio de Delligsen. Esta referencia alude al desarrollo minero del pasado en Hils. Ya desde 1734 en Delligsen fue iniciada por el duque Carl "Carls-Hütte" la extracción de mineral en Hils. Este sector se ha desarrollado en la industria de extracción de hierro en Delligsen.
Motivo 3 (inferior izquierda): Mazmorra en rojo sobre fondo de oro en una montaña verde en recuerdo del castillo "Edelherren Hohenbüchen". 
Motivo 4 (inferior derecha): Un león coronado amarillo sobre fondo azul en recuerdo a los colores nacionales y a la antigua pertenencia de los seis Hilsorte al anterior Herzogtum Brunswick.

## Cultura

### Heimatfest
- Delligsen celebra cada cuatro años, el festival Heimatfest con numerosos desfiles y una gran carpa. El próximo festival tendrá lugar en mayo de 2012..

### Equipos deportivos
- Delligser-Sport-Club e.V., desde 1946
- Delligser Asociación de Tenis
- Delligser-Sport-Schützen (Tiro)
- MSC Delligsen, fundada en 1955 como un club de carreras de motos Delligsen
- Jardineros club "Noche de Paz" Delligsen Asociación desde 1958
- Grupo de danza y trajes Delligsen (desde la década de 1970, activo)
- Förderverein Freibad Delligsen e.V.
- Reit- und Fahrverein Delligsen e.V.
- Heimatverein Delligsen e.V.
- Männergesangverein Einigkeit in Delligsen
- Männergesangverein Concordia in Delligsen
- IG Nierenkranker Niedersachsen e.V. in Delligsen

- Deportes acuáticos Grünenplan
- Asociación ciclista "Frisch auf" Grünenplan

- FC Eintracht Ammensen e.V.
- Schützenverein v. 1957 e.V. in Ammensen

- TSV Stern Hohenbüchen e.V.

- TSV Kaierde e.V.
- Club de Tenis de Mesa Kaierde
- Tiro Kaierde

### Museos
- Erich Mäder Museo de vidrio, El Parque 2 (centro turístico), 31073 Grünenplan
- Casa de vidrio, Kirch Talstrasse 13, 31073 Grünenplan
- Torre del Reloj Museo Delligsen, Red Road, 31073 Delligsen
- Heimatmuseum Delligsen, Red Road, 31073 Delligsen
- Posada de Kaierde, Hagen Talstrasse, 31073 Delligsen-Kaierde

### Castillos
- Castillo Eringa-Burg en Ammensen
- Murallas de Delligsen

## Economía e infraestructura

### Empresas residentes
- ageweco.de - Andreas Gundelach, Webconsulting & Design - Agentur für Kommunikation (Focus Programación / Diseño; Fundada 1999)
- Volks- und Raiffeisenbank eG Leinebergland
- Chemex GmbH (fundada en 1974), proveedores de la industria de fundición y la filial de Hüttenes-Albertus
- Bornemann Gewindetechnik GmbH & Co. KG, fue fundada en 1965 en Einbeck Stroit y desde 1997 está situada en Dedlligsen. www.bornemann.de
- CONTREF GmbH Glas- + compuestos plásticos
- Besbard Bauunternehmen GmbH, construcción, edificación e ingeniería civil
- Bittner + Kleindienst OHG, regalos y recuerdos
- Heba - Ingeniería Mecánica Automotriz y Herbert Baumert
- MetAL GmbH, (fundada en 2003), preparación de bases de aluminio
- ABRAX-Sicherheitstechnik, Inh. Andreas Krückeberg
- Gebrüder Pahl GmbH Nah- + Fernverkehr
- Rostak-System GmbH, compuesto de los sistemas de aislamiento térmico
- IMMO-TRUST GmbH - La empresa de gestión y arrendamiento Ltd. (fundada en 1993), Katrin Tümmler
- Baufachzentrum Dörries GmbH

### Educación
En Delligsen y Grünenplan existe una escuela primaria, basada en el modelo de "abierto todo el día". Los estudiantes participan en el complejo de la escuela primaria, y la escuela secundaria más cercana está situada en Alfeld.

### Religión
- Iglesia Evangélica Luterana de St. George's Delligsen
- Katholische Kirche "St. Joseph" Iglesia Católica "San José"
- Neuapostolische Kirche Delligsen (seit 1929) Nueva Iglesia Apostólica Delligsen (desde 1929)
- Freie Humanisten Grünenplan/Delligsen Libre humanistas Grünenplan / Delligsen
- Jehovas Zeugen in Grünenplan Testigos de Jehová en Grünenplan
- St. Laurentiuskirche in Kaierde Iglesia de San Lorenzo Kaierde

## Personalidades
- Sabine Tippelt, político alemán del SPD desde 2008 y diputado en el Parlamento de Baja Sajonia.

### Ciudades hermanadas
- Gatersleben en Sajonia-Anhalt (Alemania), desde 1990
- Grodzisk (Polonia), desde 2001
- Torrelodones, España